# Fandango!
Fandango! ist das vierte Album der amerikanischen Bluesrock-Band ZZ Top. Es erschien im April 1975 bei London Records, in Nordamerika wurde das Album von Warner veröffentlicht. Die A-Seite des Albums besteht aus Live-Aufnahmen, während die B-Seite sechs neu geschriebene Lieder enthält.

## Hintergrund
ZZ Top befanden sich mit The Allman Brothers Band auf einer Tournee durch die Südstaaten und sollten im Warehouse-Club in New Orleans spielen. Wegen eines Hurrikans, der das Dach des Clubs abgedeckt hatte, fand die Show später als geplant statt. Ein Fahrzeug mit Bühnentechnik war zum Schutz vor dem Sturm im Club abgestellt worden, und als die Techniker die notwendigen Reparaturen erledigt hatten, fragte der Toningenieur, ob sie während des Auftrittes ein Band mitlaufen lassen dürfen. Aus diesem Mitschnitt wurden die Stücke für die A-Seite ausgewählt. Neben eigenen Stücken sind eine Coverversion des ursprünglich von Elvis Presley gesungenen „Jailhouse Rock“ und eine Interpretation von „Mellow Down Easy“, einem Titel des Bluesmusikers Willie Dixon, zu hören.
Das Stück „Heard it on the X“ handelt von border blasters (mexikanischen Piratensendern), die sich direkt hinter der Grenze befinden und deren Rufname stets mit „X“ beginnt. Da diese Sender keinen Leistungseinschränkungen unterliegen, haben sie Sendeleistungen von bis zu 500 kW und können deshalb in weiten Teilen der USA empfangen werden. Damit waren diese Sender für amerikanische Radiohörer eine Alternative zu den sendeschwachen einheimischen Stationen. In dem Song namens „Mexican Blackbird“ wird die mexikanische Stadt Acuña erwähnt, von wo aus XERF-Radio sendet.
Die Singleauskopplung „Tush“ bezeichnete Gibbons als eine der wenigen Ausnahmen von der Regel, dass die Band nur bluesige Stücke schreiben wollte. Das Lied entstand während der Proben für einen Auftritt bei einem Rodeo in Muscle Shoals, Alabama. Das Wort tush hat zwei Bedeutungen. Wörtlich übersetzt bedeutet es Hintern, bildlich übersetzt wird es als Synonym für luxuriös verwendet. Die Bedeutung ergebe sich laut Dusty Hill aus dem Kontext, es gehe in dem Lied lediglich um jemanden, der von New York zurück nach Texas möchte.
Der Albumtitel verweist auf den spanischen Tanz Fandango. 1985 wurde das Album für die CD-Version neu bearbeitet, seit 2006 sind aber auch die Originalaufnahmen in einer remasterten Version auf CD erhältlich.

## Titelliste
| A-Seite 1. Thunderbird (Beard, Gibbons, Hill) – 4:08 2. Jailhouse Rock (Leiber/Stoller) – 1:57 3. Backdoor Medley - Backdoor Love Affair (Gibbons, Ham) – 1:10 - Mellow Down Easy (Willie Dixon) – 3:39 - Backdoor Love Affair No. 2 (Gibbons) – 2:05 - Long Distance Boogie (Beard, Gibbons, Hill) – 2:32 B-Seite 1. Nasty Dogs and Funky Kings (Beard, Gibbons, Hill) – 2:42 2. Blue Jean Blues (Beard, Gibbons, Hill) – 4:43 3. Balinese (Beard, Gibbons, Hill) – 2:39 4. Mexican Blackbird (Beard, Gibbons, Hill) – 3:07 5. Heard it on the X (Beard, Gibbons, Hill) – 2:24 6. Tush (Beard, Gibbons, Hill) – 2:15 | Remastered Edition (2006) 1. Thunderbird – 4:10 2. Jailhouse Rock – 1:56 3. Backdoor Medley – 9:51 4. Nasty Dogs and Funky Kings – 2:42 5. Blue Jean Blues – 4:42 6. Balinese – 2:36 7. Mexican Blackbird – 3:05 8. Heard it on the X – 2:24 9. Tush – 2:16 Bonustracks 1. Heard it on the X (live) – 2:36 2. Jailhouse Rock (live) – 1:52 3. Tush (live) – 3:42 |

## Rezeption
Jim Miller vom Musikmagazin Rolling Stone brachte die Musik von ZZ Top auf folgende Formel: „Man nehme ein Blues-Lick nach Art von B. B. King, erhöhe sein Tempo und verzerre es, lege rauen Gesang darüber und garniere es mit einem Hauch Maracas, Tamburin oder Handclaps“. Stephen Thomas Erlewine von Allmusic bezeichnete die Aufteilung des Albums in einen Live-Teil und einen Studio-Teil als sinnvoll, weil ZZ Top eine hervorragende Live-Band seien. Andererseits sieht er die A-Seite als vertane Chance, weil die Studioaufnahmen sich als würdige Nachfolger des herausragenden Vorgängers „Tres Hombres“ erwiesen. Nach seiner Auffassung wäre ein vollständiges Studioalbum mit Hits wie „Tush“ oder „Heard it on the X“ wahrscheinlich das beste Album geworden, das die Band je aufgenommen hat. Jürgen Bauerochse vom Onlinemagazin Rocktimes lobt hingegen die „fulminanten“ Liveaufnahmen. Bei den Studioaufnahmen hebt auch er besonders den Losgehboogie „Heard it on the X“ und den Hit „Tush“ hervor, der in der Folgezeit zum ständigen Live-Repertoire der Band gehörte, nennt aber als bestes Stück des Albums den „Blue Jean Blues“, den er als „Slow-Blues im wahrsten Sinne des Wortes“ bezeichnet.

## Auszeichnungen für Musikverkäufe
In den USA erhielt es im Juni 1975 Gold-Status für 500.000 verkaufte Einheiten.
| Land/Region               | Auszeichnungen für Musikverkäufe (Land/Region, Auszeichnung, Verkäufe) | Verkäufe |
| ------------------------- | ---------------------------------------------------------------------- | -------- |
| Kanada (MC)               | Platin                                                                 | 100.000  |
| Vereinigte Staaten (RIAA) | Gold                                                                   | 500.000  |
| Insgesamt                 | 1× Gold · 1× Platin ·                                                  | 600.000  |

Hauptartikel: ZZ Top/Auszeichnungen für Musikverkäufe